# Premi Emmy 1989
La cerimonia della 41ª edizione dei Primetime Emmy Awards (41st Primetime Emmy Awards) si è tenuta al Pasadena Civic Auditorium di Pasadena (California) il 17 settembre 1989. 
La cerimonia fu presentata da John Larroquette e fu trasmessa dalla Fox. 
I Creative Arts Emmy Awards furono consegnati il 16 settembre. 

## Primetime Emmy Awards
Per le candidature, furono presi in considerazione i programmi trasmessi tra il 1º luglio 1988 e il 31 maggio 1989.

### Migliore serie televisiva drammatica
- Avvocati a Los Angeles (L.A. Law)
- La bella e la bestia (Beauty and the Beast)
- China Beach
- thirtysomething
- Oltre la legge - L'informatore (Wiseguy)

### Migliore serie televisiva comica o commedia
- Cin-cin (Cheers)
- Blue Jeans (The Wonder Years)
- Cuori senza età (The Golden Girls)
- Designing Women
- Murphy Brown

### Migliore miniserie televisiva
- Ricordi di guerra (War and Remembrance)
- Lonesome Dove
- I Know My First Name Is Steven
- A Perfect Spy
- The Women of Brewster Place

### Miglior speciale drammatico o commedia
- I giorni dell'atomica (Day One)
- Roe vs. Wade
- Un cuore per cambiare (My Name Is Bill W.)
- David
- Wiesenthal (Murderers Among Us: The Simon Wiesenthal Story)

### Migliore attore in una serie drammatica
- Carroll O'Connor – L'ispettore Tibbs (In the Heat of the Night)
- Ron Perlman – La bella e la bestia
- Michael Tucker – Avvocati a Los Angeles (L.A. Law)
- Ken Wahl – *Oltre la legge - L'informatore (Wiseguy)
- Edward Woodward – Un giustiziere a New York (The Equalizer)

### Migliore attore in una serie comica o commedia
- Richard Mulligan – Il cane di papà (Empty Nest)
- Ted Danson – Cin-cin
- Michael J. Fox – Casa Keaton
- John Goodman – Pappa e ciccia (Roseanne)
- Fred Savage – Blue Jeans

### Migliore attore in una miniserie o film per la televisione
- James Woods – Un cuore per cambiare
- Robert Duvall – Lonesome Dove
- John Gielgud – Ricordi di guerra
- Tommy Lee Jones – Lonesome Dove
- Ben Kingsley – Wiesenthal

### Migliore attrice in una serie drammatica
- Dana Delany – China Beach
- Susan Dey – Avvocati a Los Angeles
- Jill Eikenberry – Avvocati a Los Angeles
- Linda Hamilton – La bella e la bestia
- Angela Lansbury – La signora in giallo (Murder, She Wrote)

### Migliore attrice in una serie comica o commedia
- Candice Bergen – Murphy Brown
- Beatrice Arthur – Cuori senza età
- Blair Brown – The Days and Nights of Molly Dodd
- Rue McClanahan – Cuori senza età
- Betty White – Cuori senza età

### Migliore attrice in una miniserie o film per la televisione
- Holly Hunter – Roe vs. Wade
- Anjelica Huston – Lonesome Dove
- Diane Lane – Lonesome Dove
- Amy Madigan – Roe vs. Wade
- Jane Seymour – Ricordi di guerra

### Migliore attore non protagonista in una serie drammatica
- Larry Drake – Avvocati a Los Angeles (L.A. Law)
- Jonathan Banks – *Oltre la legge - L'informatore (Wiseguy)
- Timothy Busfield – thirtysomething
- Richard Dysart – Avvocati a Los Angeles (L.A. Law)
- Jimmy Smits – Avvocati a Los Angeles (L.A. Law)

### Migliore attore non protagonista in una serie comica o commedia
- Woody Harrelson – Cin-cin
- Joe Regalbuto – Murphy Brown
- Peter Scolari – Bravo Dick (Newhart)
- Meshach Taylor – Designing Women
- George Wendt – Cin-cin

### Migliore attore non protagonista in una miniserie o film per la televisione
- Derek Jacobi – Il decimo uomo (The Tenth Man)
- Armand Assante – La vera storia di Jack lo squartatore (Jack the Ripper)
- James Garner – Un cuore per cambiare
- Danny Glover – Lonesome Dove
- Corin Nemec – I Know My First Name Is Steven

### Migliore attrice non protagonista in una serie drammatica
- Melanie Mayron – thirtysomething
- Michele Greene – Avvocati a Los Angeles
- Lois Nettleton – L'ispettore Tibbs
- Amanda Plummer – Avvocati a Los Angeles
- Susan Ruttan – Avvocati a Los Angeles

### Migliore attrice non protagonista in una serie comica o commedia
- Rhea Perlman – Cin-cin
- Julia Duffy – Bravo Dick
- Faith Ford – Murphy Brown
- Estelle Getty – Cuori senza età
- Katherine Helmond – Casalingo Superpiù (Who's the Boss?)

### Migliore attrice non protagonista in una miniserie o film per la televisione
- Colleen Dewhurst – Soli (Those She Left Behind)
- Peggy Ashcroft – A Perfect Spy
- Polly Bergen – Ricordi di guerra
- Glenne Headly – Lonesome Dove
- Paula Kelly – The Women of Brewster Place

### Migliore regia per una serie drammatica
- Tanner '88 – Robert Altman per l'episodio The Boiler Room
- Avvocati a Los Angeles – Eric Laneuville per l'episodio I'm in the Nude for Love
- Avvocati a Los Angeles – John Pasquin per l'episodio To Live and Diet in L.A.
- thirtysomething – Scott Winant per l'episodio We'll Meet Again
- Voci nella notte – Thomas Carter per l'episodio Conversations with the Assassins

### Migliore regia per una serie comica o commedia
- Blue Jeans – Peter Baldwin per l'episodio Our Miss White
- Blue Jeans – Michael Dinner per l'episodio How I'm Spending My Summer Vacation
- Blue Jeans – Steve Miner per l'episodio Birthday Boy
- Cin-cin – James Burrows per l'episodio The Visiting Lecher
- Cuori senza età – Terry Hughes per l'episodio Brother Can You Spare That Jacket
- Murphy Brown – Barnet Kellman per l'episodio Respect

### Migliore regia per una miniserie o film per la televisione
- Lonesome Dove – Simon Wincer per la I e la IV parte
- Un cuore per cambiare – Daniel Petrie
- I Know My First Name Is Steven – Larry Elikann
- Ricordi di guerra – Dan Curtis per la XI e la XII parte
- Roe vs. Wade – Gregory Hoblit

### Migliore sceneggiatura per una serie drammatica
- thirtysomething – Joseph Dougherty per l'episodio First Day/Last Day
- Avvocati a Los Angeles –  Steven Bochco, David E. Kelley, William M. Finkelstein, Michele Gallery per l'episodio His Suit Is Hirsute
- Avvocati a Los Angeles –  David E. Kelley, William M. Finkelstein, Michele Gallery, Judith Parker per l'episodio Urine Trouble Now
- Avvocati a Los Angeles –  David E. Kelley per l'episodio I'm in the Nude for Love
- thirtysomething – Edward Zwick per l'episodio The Mike Van Dyke Show

### Migliore sceneggiatura per una serie comica o commedia
- Murphy Brown –  Diane English per l'episodio Respect
- Blue Jeans – Matthew Carlson per l'episodio Pottery Will Get You Nowhere
- Blue Jeans – Todd W. Langen per l'episodio Coda
- Blue Jeans – David M. Stern per l'episodio Loosiers
- Blue Jeans – Michael J. Weithorn per l'episodio Our Miss White

### Migliore sceneggiatura per una miniserie o film per la televisione
- Wiesenthal – Abby Mann, Robin Vote, Ron Hutchinson
- Lonesome Dove – Bill Wyttliff
- Un cuore per cambiare – William G. Borchert
- I Know My First Name Is Steven – J.P. Miller, Cynthia Whitcomb
- Roe vs. Wade – Alison Cross

## Creative Arts Emmy Awards

### Migliore attore ospite in una serie drammatica
- Joe Spano – Voci nella notte (Midnight Caller) | Episodio: The Execution Of John Saringo
- Peter Boyle – Voci nella notte | Episodio: Fathers and Sins
- Jack Gilford – thirtysomething | Episodio: The Mike Van Dyke Show
- Michael Moriarty – Un giustiziere a New York | Episodio: Starfire
- Edward Woodward – Alfred Hitchcock presenta | Episodio: Il braccato

### Migliore attore ospite in una serie comica o commedia
- Cleavon Little – Caro John (Dear John) | Episodio: Stand By Your Man
- Sammy Davis Jr. – I Robinson | Episodio: Il nonno neonato
- Jack Gilford – Cuori senza età | Episodio: Sophia's Wedding
- Leslie Nielsen – Day by Day | Episodio: Harper and Son
- Robert Picardo – Blue Jeans | Episodio: Loosiers

### Migliore attrice ospite in una serie drammatica
- Kay Lenz – Voci nella notte | Episodio: After it Happened...
- Shirley Knight – Un giustiziere a New York | Episodio: Time Present, Time Past
- Jean Simmons – La signora in giallo | Episodio: Jessica e la mela
- Maureen Stapleton – Detective Stryker (B.L. Stryker) | Episodio: Auntie Sue
- Chloe Webb – China Beach | Episodio: Chao Ong
- Teresa Wright – La baia dei delfini | Episodio: The Elders

### Migliore attrice ospite in una serie comica o commedia
- Colleen Dewhurst – Murphy Brown | Episodio: Mama Said
- Eileen Brennan – Bravo Dick | Episodio: The Little Match Girls
- Diahann Carroll – Tutti al college (A Different World) | Episodio: For She's Only a Bird in a Gilded Cage
- Doris Roberts – Balki e Larry - Due perfetti americani (Perfect Strangers) | Episodio: Maid to Order
- Maxine Stuart – Blue Jeans | Episodio: Coda